# St Mary's Stadium
St Mary's Stadium est un stade de football localisé à Southampton.
Ce stade de 32 689 places, inauguré le 11 août 2001, est l'enceinte du club de Southampton Football Club.

## Histoire
Auparavant Southampton Football Club évoluait au Dell de 1898 à 2001.
Le premier match à y être joué est Southampton Football Club - Espanyol Barcelone (3-4).

## Galerie

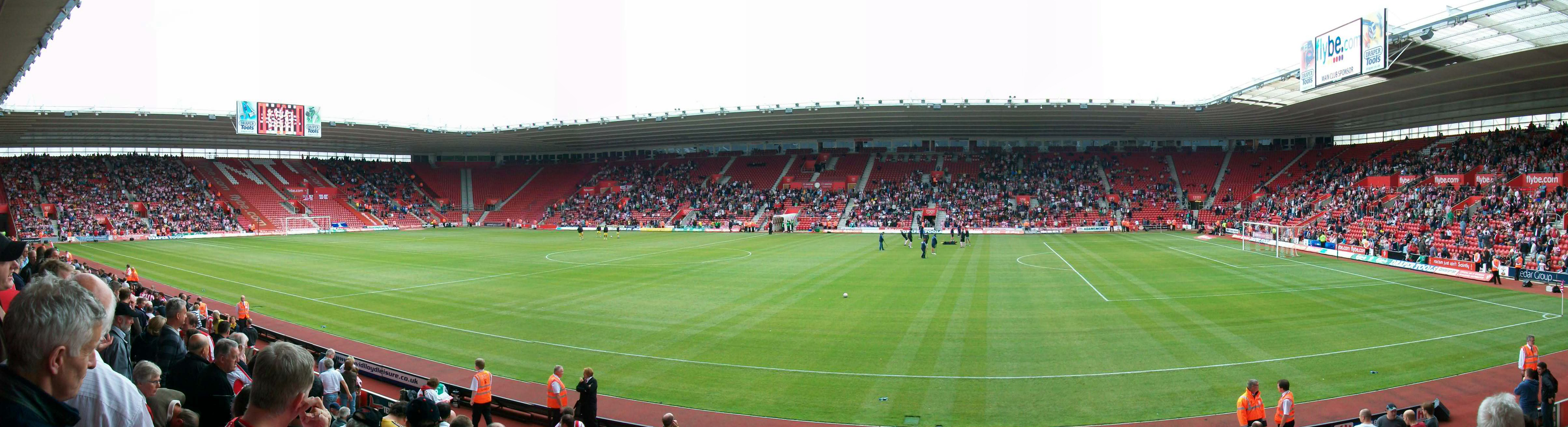
Panorama
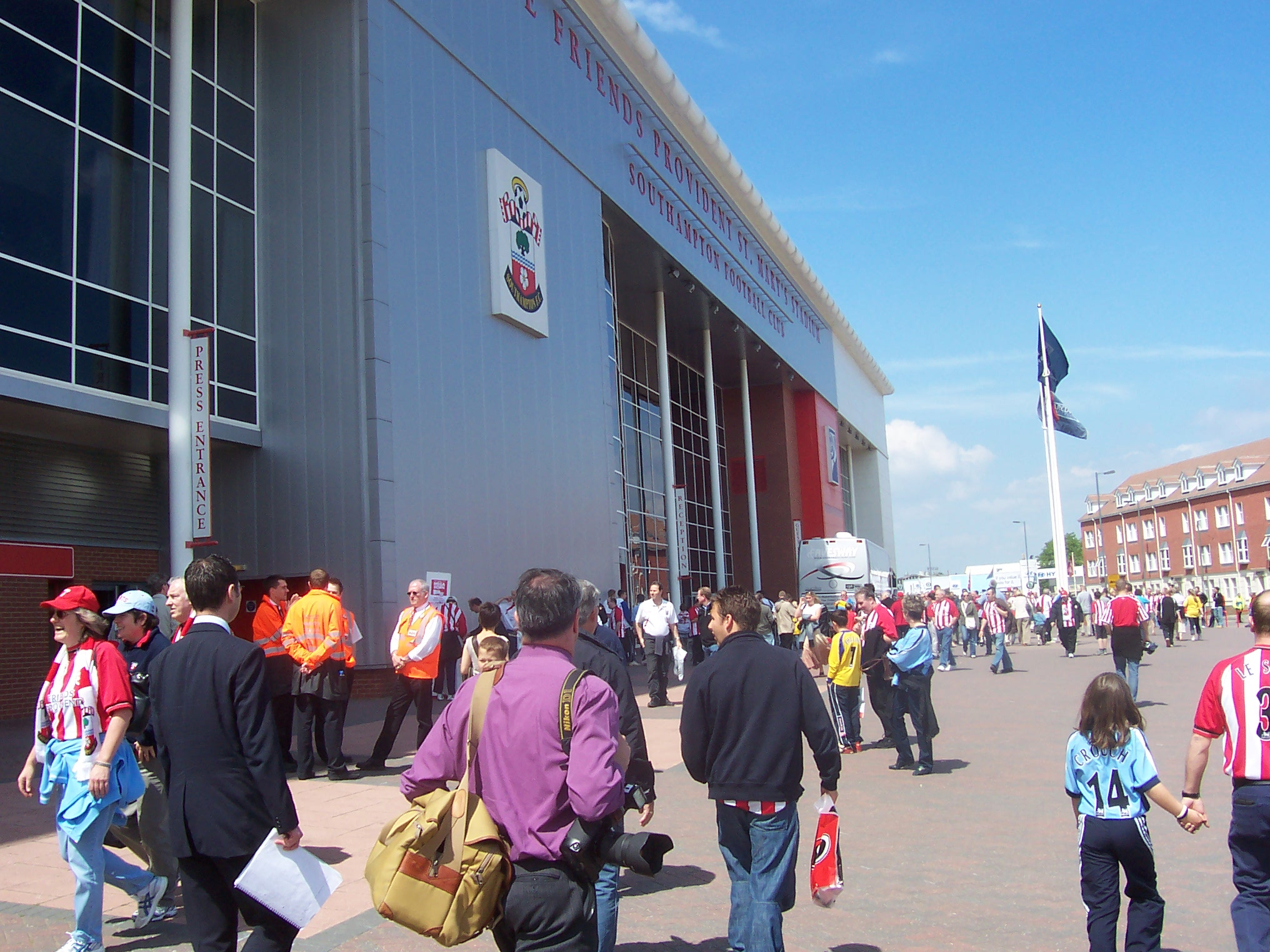
Extérieur